# Johan Kenkhuis
Johan Kenkhuis (n. 7 mai 1980, Twenterand, Overijssel, Țările de Jos) este un înotător olandez, medaliat olimpic. A participat la 2 ediții ale Jocurilor Olimpice (2000, 2004) în care a câștigat o medalie de argint și o medalie de bronz.